# Sławomir Sidorowicz
Sławomir Krzysztof Sidorowicz (ur. 25 października 1942 w Wilnie) – polski lekarz, psychiatra, działacz związkowy.

## Kariera zawodowa
W 1960 ukończył IX Liceum Ogólnokształcące im. Juliusza Słowackiego we Wrocławiu. W 1966 ukończył Akademię Medyczną we Wrocławiu, w latach 1966–67 odbył staż w Szpitalu Miejskim im. Rydygiera. Od 1967 pracownik naukowy wrocławskiej Akademii Medycznej. W 1991 uzyskał habilitację (tytuł rozprawy „Ocena przydatności badań tomokomputerowych i neuropsychologicznych mózgowia w zależności od alkoholu”). Emerytowany profesor AM we Wrocławiu.
Profesor nadzwyczajny i kierownik Zakładu Muzykoterapii Ogólnej i Stosowanej Akademii Muzycznej im. Karola Lipińskiego we Wrocławiu.
Promotor dwóch prac doktorskich.
Członek Krajowej Rady Muzykoterapii i Komisji Bioetycznej przy Uniwersytecie Medycznym we Wrocławiu.
Ekspert medyczny archidiecezji wrocławskiej w sprawach egzorcyzmów.

## Działalność polityczna
W latach 1968–69 członek Stronnictwa Demokratycznego. Od jesieni 1980 członek NZSZ „Solidarność”, założyciel i przewodniczący (od grudnia 1980) KZ „Solidarności” Akademii Medycznej we Wrocławiu. W stanie wojennym uczestnik strajków okupacyjnych na wrocławskich uczelniach. Internowany w styczniu 1982, zwolniony 29 kwietnia tego roku. W latach 1982–88 przewodniczący TKZ „S” w zakładzie pracy. Działacz Arcybiskupiego Komitetu Charytatywnego.

## Odznaczenia
- Złoty Krzyż Zasługi (2000)
- Medal Komisji Edukacji Narodowej (2004)
- Krzyż Kawalerski Orderu Odrodzenia Polski (2005)
- Medal „Niezłomnym w słowie” (2012)

## Życie prywatne
Żonaty, dwie córki. Jego brat – Władysław Sidorowicz także był lekarzem psychiatrą, ministrem zdrowia w rządzie Jana Krzysztofa Bieleckiego oraz senatorem VI i VII kadencji.

## Publikacje
- Myrl R Manley: Psychiatria. Red. wyd. pol. Sławomir K. Sidorowicz. Wyd. 1. Wrocław: Elsevier Urban & Partner, 2010, seria: Praktyczny przewodnik kliniczny. ISBN 978-83-7609-151-8. Brak numerów stron w książce